# Johann Peter von Langer
Johann Peter von Langer (Düsseldorf, 1º luglio 1756 – Monaco di Baviera, 6 agosto 1824) è stato un pittore tedesco.

## Biografia

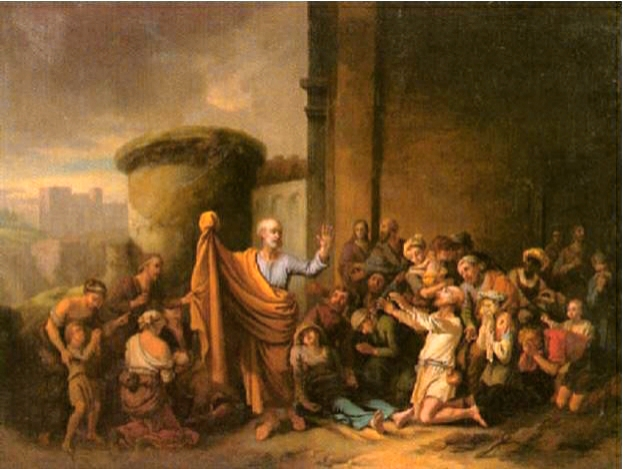
San Pietro apostolo e la resurrezione di Tabita.

Nacque a Kalkum, a nord di Düsseldorf. Il padre Anton Langer (1721-1788) era il giardiniere della nobile famiglia cattolica degli Hatzfeld e lavorava presso la loro tenuta di Schloss Kalkum, un castello a pianta quadrangolare (Wasserburg) che si trovava nell'omonimo quartiere del XII secolo.
Nel 1775, von Langer iniziò a frequentare l'Accademia di Belle Arti di Düsseldorf sotto la direzione di Lambert Krahe. Sei anni più tardi sposò Maria Josepha Kleyen (1760–1843), figlia dell'incisore Johann Joseph Kleyen, un collaboratore di von Langer che dipingeva con lo pseudonimo di "Josephine Langen". La coppia ebbe tre figli, dei quali Robert seguì le orme del padre pittore e fece proprio il suo stile classico.
Nel 1789, von Langer divenne direttore dell'Accademia, cinque anni esservi entrato come docente e a seguito di un periodo di soggiorno in Olanda. Nel 1794, quando la Guerra della Prima Coalizione mise fine alle attività dell'Accademia, si trasferì con la famiglia a Duisburg, dove fondò il "Mechanographische Institut" insieme all'amico Johann Böninger (1756–1810). La loro attività commerciale produsse carta da parati con motivi floreali che furono esposte in occasione di fiere del settore, appositamente allestite in tutta la Germania. Johann Wolfgang von Goethe fu un loro cliente abituale.
Nel 1801, dopo chè il Trattato di Lunéville ridisegnò i confini della Francia, Böninger trasferì la fabbrica a Parigi per evitare le nuove tasse sulle importazioni. Ristabilitosi a Düsseldorf, contribuì alla rinascita dell'Accademia, della quale fu nominato direttore per la seconda volta. Si occupò in particolare della galleria d'arte, e, quando nel 1806 la collezione fu trasferita a Monaco, anch'egli andò a stabilirsi in questa città e divenne il primo direttore della nuova Accademia di Belle Arti. 

Due anni più tardi, gli fu riconosciuto un titolo nobiliare. Mantenne la posizione di direttore fino alla sua morte, sopraggiunta nel 1824, quando gli successe Peter von Cornelius.

## Produzione artistica
La quota più rilevante della sua produzione artistica riguarda soggetti religiosi, ma non mancano anche temi di storia secolare. Molti dei suoi schizzi, disegni sono conservati allo Staatliche Graphische Sammlung di Monaco.

Langer realizzò ritratti e incisioni con soggetti approfonditamente studiati e colori definiti accuratamente secondo uno classico accademismo freddo che fu lo stile distintivo dell'Accademia di Monaco, durante la sua direzione. Langer si oppose fermamente ad altri diversi talenti come Peter von Cornelius e Schwanthaler.